# Bt (チアダンスチーム)
btは、プロバスケットボールチーム大阪エヴェッサのオフィシャルダンスチームである。

## 概略
名前の由来は弁財天からとった造語。「美しい」の意味を示す「beauty」の意味もある。チームコンセプトは「Entertainment Dancing Sexy & CoolBeauty」。
bjリーグ開幕に当たり、チームプロデューサーに元NFLチアリーダーのchikoが就任し、結成。
大阪のホームゲームの他、各種イベントやテレビ番組にも出演し、大阪エヴェッサをサポートする。
2007年にはプロ野球パシフィック・リーグのオリックス・バファローズの開幕戦にも登場した。
2007-08シーズンのベストパフォーマンス賞西地区に選ばれた。

## メンバー

### 2023-24
- AIRA
- YURI
- CHOKO
- SUZUNE
- KIRARA
- MAKI
- MINORI
- NANAKA
- NODOKA
- RIKO